# Gémeos (Guimarães)
Gémeos é uma povoação portuguesa do Município de Guimarães que foi sede da extinta Freguesia de Gémeos, freguesia que tinha 1,71 km² de área e 442 habitantes (2011), e, por isso, uma densidade populacional de 258,5 hab/km².
A Freguesia de Gémeos foiextinta em 2013, no âmbito de uma reforma administrativa nacional, para, em conjunto com a Freguesia de São Tomé de Abação, formar uma nova freguesia denominada União das Freguesias de Abação e Gémeos com a sede em Abação.

## População
| População da freguesia de Gémeos (1864 – 2011) | População da freguesia de Gémeos (1864 – 2011) | População da freguesia de Gémeos (1864 – 2011) | População da freguesia de Gémeos (1864 – 2011) | População da freguesia de Gémeos (1864 – 2011) | População da freguesia de Gémeos (1864 – 2011) | População da freguesia de Gémeos (1864 – 2011) | População da freguesia de Gémeos (1864 – 2011) | População da freguesia de Gémeos (1864 – 2011) | População da freguesia de Gémeos (1864 – 2011) | População da freguesia de Gémeos (1864 – 2011) | População da freguesia de Gémeos (1864 – 2011) | População da freguesia de Gémeos (1864 – 2011) | População da freguesia de Gémeos (1864 – 2011) | População da freguesia de Gémeos (1864 – 2011) |
| ---------------------------------------------- | ---------------------------------------------- | ---------------------------------------------- | ---------------------------------------------- | ---------------------------------------------- | ---------------------------------------------- | ---------------------------------------------- | ---------------------------------------------- | ---------------------------------------------- | ---------------------------------------------- | ---------------------------------------------- | ---------------------------------------------- | ---------------------------------------------- | ---------------------------------------------- | ---------------------------------------------- |
| 1864                                           | 1878                                           | 1890                                           | 1900                                           | 1911                                           | 1920                                           | 1930                                           | 1940                                           | 1950                                           | 1960                                           | 1970                                           | 1981                                           | 1991                                           | 2001                                           | 2011                                           |
| 246                                            | 226                                            | 271                                            | 253                                            | 303                                            | 272                                            | 282                                            | 354                                            | 417                                            | 435                                            | 367                                            | 466                                            | 548                                            | 548                                            | 442                                            |